# Александар од Југославије (роман)
Александар од Југославије је историјски роман српског књижевника и политичара Вука Драшковића, објављен 2018. године у издању Лагуне. По мотивима ове књиге, Здравко Шотра је написао сценарио за истоимени филм и серију, који су емитовани 2021. године на каналу Нова С.

## Аутор
Вук Драшковић (1946) је српски правник, књижевник, политичар и председник Српског покрета обнове. Обављао је дужност потпредседник Владе Савезне Републике Југославије (1999) и министара иностраних послова Државне заједнице Србије и Црне Горе (2004-2006) и Републике Србије (2006-2007). Аутор је неколико историјских романа.

## Радња
Прича романа је смештена у период између уласка српске војске у ослобођени Београд првих дана новембра 1918. године до Марсељског атентата 1934. године и убиства краља Александра I Карађорђевића. У средишту приче јесте фиктивни лик, новинар Лука Јовановић - звани Лука Месечина, који се са регентом Александром познаје још са Крфа, где је био уредник ратних новина.
Роман говори о свим значајним догађајима из овог периода: стварању Краљевине Срба, Хрвата и Словенаца, сукобу са краљем Николом Петровићем, венчању са румунском принцезом Маријом, убиством хрватских посланика у Народној скупштини, другим политичким приликама у земљи...
Епилог романа јесте измишљени разговор Јосипа Броза Тита са краљевим портретом у Белом двору, након ослобођења Београда у октобру 1944. године.

## Критике
Књижевни критичари Гојко Тешић и Љиљана Шоп су позитивно оценили овај роман и говорили су на његовој промоцији у великој сали Задужбине Илије М. Коларца.
У бројним интервјуима, Драшковић је о свом јунаку из романа Луки Месечини, говорио као о стварној, историјској личности, чије је белешке наводно пронашао и које су му служиле за писање овог, али и романа И гроб и роб. Гостујући у емисији Вече са Иваном Ивановићем, рекао је и да су Месечину стрељали комунисти 1945. године. Тезу о постојању Луке Месечине, најпре је оспорио студент историје Синиша Вулић (сада дипломирани историчар), а потом и доказао да исти није постојао, у свом тексту који је објавило Време.

## Серија и филм
По мотивима овог романа, Здравко Шотра је написао сценарио за телевизијску серију и филм. Серија Александар од Југославије је емитована 2021. године на каналу Нова С, а филм Александар од Југославије је премијерно приказан на 46. Филмским сусретима у Нишу 2021. године.
У серији и филму, улогу краља Александра I тумачи глумац Љубомир Булајић, а лик краљице Марије тумачи глумица Тамара Алексић.